# Grand opéra
Grand opéra is een operagenre dat in Parijs ontstond en vooral vanaf omstreeks 1830 werd beoefend.
Als voorlopers zijn de opera's van Gaspare Spontini te beschouwen. Als eerste echte grand opéra wordt La muette de Portici van Daniel Auber (Parijs, 1828) beschouwd, gevolgd door Guillaume Tell van Gioacchino Rossini (Parijs, 1829).
De belangrijkste vertegenwoordiger van de grand opéra was Giacomo Meyerbeer. Een andere componist die in dit genre uitmuntte was Jacques Fromental Halévy.
Het genre werkte door in de opera Les Troyens van Hector Berlioz. Ook Giuseppe Verdi werd door de eisen van dit genre beïnvloed, met name in Don Carlos, I vespri siciliani en Aida. Ook Richard Wagner onderging in zijn Rienzi nog de invloed van de grand opéra.
De grand opéra was altijd gebaseerd op een historisch onderwerp. Kenmerken zijn verder de grootschaligheid (de opera's hadden meestal vijf bedrijven en duurden omstreeks vier uur), de spectaculaire toneeleffecten en de aandacht voor briljante zangpartijen, weelderige kostuums en pakkende orkesteffecten.